# El Raval

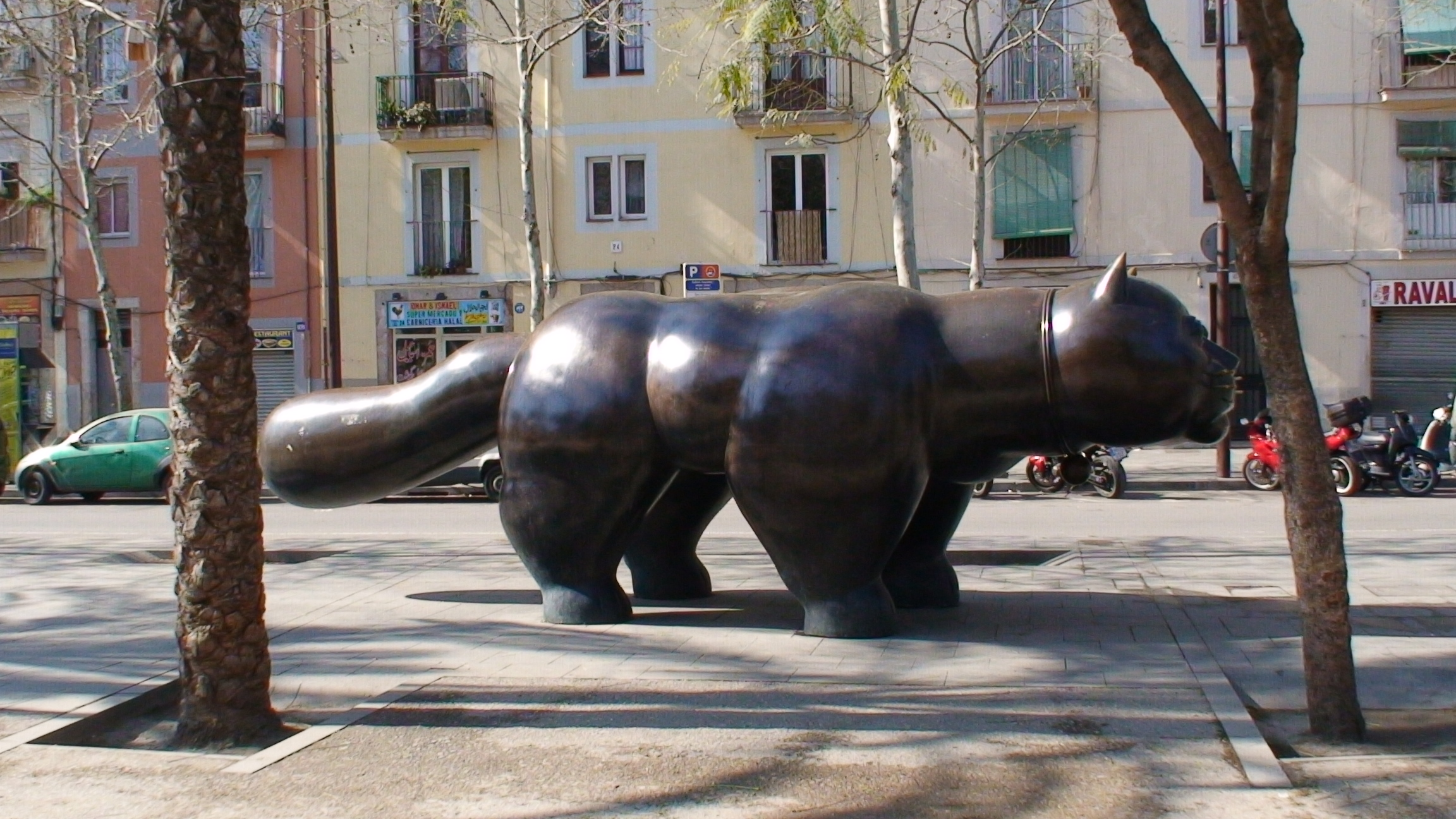
"O gato do Raval", de Fernando Botero, na Rambla do Raval.

O Raval (em espanhol: El Raval) é um bairro do distrito da Cidade Velha, em Barcelona, na Catalunha (Espanha). Nasceu da ampliação das muralhas medievais da cidade, ainda que, no local, existissem assentamentos anteriores. No Raval, convivem, hoje em dia, pessoas vindas de vários países e culturas. Nas suas ruas, podem ser vistos comércios de todas as nacionalidades e lojas de moda e de novas tendências, sobretudo na parte alta do bairro.
Está delimitado pela Rambla, Rua Pelai, Ronda de Santo Antônio, Ronda de São Paulo, Avenida do Paralelo e Passeio de Josep Carner. Entre as suas principais artérias, destacam-se a Rua do Carmo, a Rua Nova da Rambla e a recentemente criada Rambla do Raval. Também é conhecida a Rua da Cera, com uma grande e histórica comunidade de ciganos. O nome provém dos "rios de cera" formados pelas numerosas velas colocadas ante a imagem de Maria nessa rua, para se protegerem da peste. Desta comunidade, surgiu a rumba catalã.
Segundo um censo de 2010, possuía 50 000 moradores distribuídos em 110 hectares.

## História
A origem do bairro situa-se em meados do século XIII. Na época, a Peste Negra diminuiu a população de Barcelona em um terço: de 30 000 para 20 000. O rei Pedro IV de Aragão ordenou a construção de um novo cinturão de muralhas no outro lado do curso d'água que era a Rambla, com a finalidade de proteger uma área que começava a se urbanizar. Essa nova área deveria conter lavouras que alimentariam a cidade em caso de epidemias e sítios. Também deveria abrigar hospitais, orfanatos e leprosários, que, desta forma, estariam longe da região central, mais densamente povoada, da cidade. A muralha começava nos estaleiros da cidade e seguia pelas atuais ruas do Paralelo, Ronda de São Paulo, Ronda de Santo Antão e Ronda da Universidade, com portas nos seus vértices. A região protegida pela muralha incluía muitos edifícios religiosos e hospitalares que já haviam sido construídos anteriormente ao longo das principais vias, como a rua do Carmo, a rua do Hospital, a rua das Oficinas e a rua de São Paulo. 
A partir do século XVI, no contexto da contrarreforma, a região do bairro que se estendia ao longo da Rambla se tornou uma região muito procurada pelas ordens religiosas. Foram, então, construídos muitos mosteiros, o mais antigo sendo o de São Paulo do Campo, que já existia desde pelo menos 912. Outras instituições religiosas que se instalaram foram: a igreja de São Lázaro; a igreja de Antão do Deserto; o priorato de Nazaré; a igreja de São João de Jerusalém; a igreja da Cartuxa de Montalegre (posteriormente, Casa de Caridade); o hospital da Santa Cruz; o convento dos Jerônimos; o colégio de Belém; a igreja das Elizabetes; o convento dos Anjos; o convento de São José; o convento das Servas do Bonsucesso; o convento dos Agostinianos Descalços; a Casa da Convalescência; Penedides; a casa de São Severo e a igreja de Santo Agostinho Nova.
Essas instituições religiosas perduraram até meados do século XIX, quando seus terrenos foram vendidos em leilão público durante o processo de secularização dos bens religiosos. O espaço foi ocupado por instituições como o Mercado da Boqueria (que conviveu, durante muitos anos, com o Mercado do Carmo) e o Grande Teatro do Liceu.
A crise econômica e consequente decréscimo populacional da cidade a partir do século XV fizeram com que o bairro continuasse mantendo seu caráter agrícola por mais de três séculos. Durante o sítio de treze meses a que a cidade foi submetida em 1713-1714 no final da Guerra da Sucessão Espanhola, o bairro foi a grande fonte de alimentos para os 35 000 habitantes da cidade. 
Só a partir do final do século XVIII, com a industrialização, é que o bairro começou a se urbanizar. Até então, o governo espanhol proibia a ampliação da cidade para fora das suas muralhas, visando a inibir novas revoltas populares como a Guerra dos Segadores. Começaram a se instalar muitas indústrias no bairro. Ao mesmo tempo, cresceu a importância da Rambla, que teve seu curso d'água extinto.
A partir da década de 1830, com a secularização dos bens eclesiásticos, muitos espaços se tornaram disponíveis no bairro. A partir de meados do século, foi proibida a instalação de indústrias dentro dos limites da muralha da cidade. Isso estimulou a implantação de indústrias tanto no Raval quanto no bairro de Sant Martí de Provençals. Com isso, o bairro sofreu uma mudança em suas características, passando de um bairro agrícola a um bairro industrial, e sua densidade populacional se ampliou bastante. Ao mesmo tempo, o bairro viu sua qualidade de vida se degradar consideravelmente, o que motivaria o surgimento da denominação Bairro Chinês para o bairro.  

### Bairro Chinês
Durante muitos anos, o Raval foi popularmente conhecido como o Bairro Chinês de Barcelona, especialmente a região compreendida entre a avenida do Paralelo, a rua do Hospital e a Rambla, devido a sua semelhança com os bairros chineses sujos e degradados dos Estados Unidos. A proximidade com o porto, a Rambla e o quartel de Drassanes propiciou a proliferação da prostituição na área. A denominação "Bairro Chinês" se popularizou nos anos 1920 devido aos livros de Francisco Madrid, Juli Vallmitjana i Colomines, Josep Maria de Sagarra i de Castellarnau, Jean Genet e André Pieyre de Mandiargues, bem como às reportagens fotográficas de Margaret Michaelis e Joan Colom i Altemir. 
Nos séculos XIX e XX, a realidade do bairro foi marcada pela pobreza e pela marginalidade, até o final do franquismo. Entre os locais mais emblemáticos do Bairro Chinês, estavam a taverna La Mina, na rua do Arco do Teatro; os cabarés Excelsior na Rambla do Centro; La Criolla, na rua do Cid; e Villa Rosa, na rua do Arco do Teatro, famoso pelos espetáculos de flamenco. Também se destacou o music hall Edèn Concert, na rua Nova da Rambla, assim como prostíbulos como o Madame Petit e o Xalet del Moro. Depois da Guerra Civil Espanhola, se destacaram La Bodega Bohemia e o bar Pastís. Posteriormente, a partir da Transição Espanhola, se destacam o El Llantiol e o Salón Diana.
Durante o franquismo e a transição espanhola, o bairro era chamado de "Quinto Distrito" e era considerado um dos mais perigosos da cidade. 

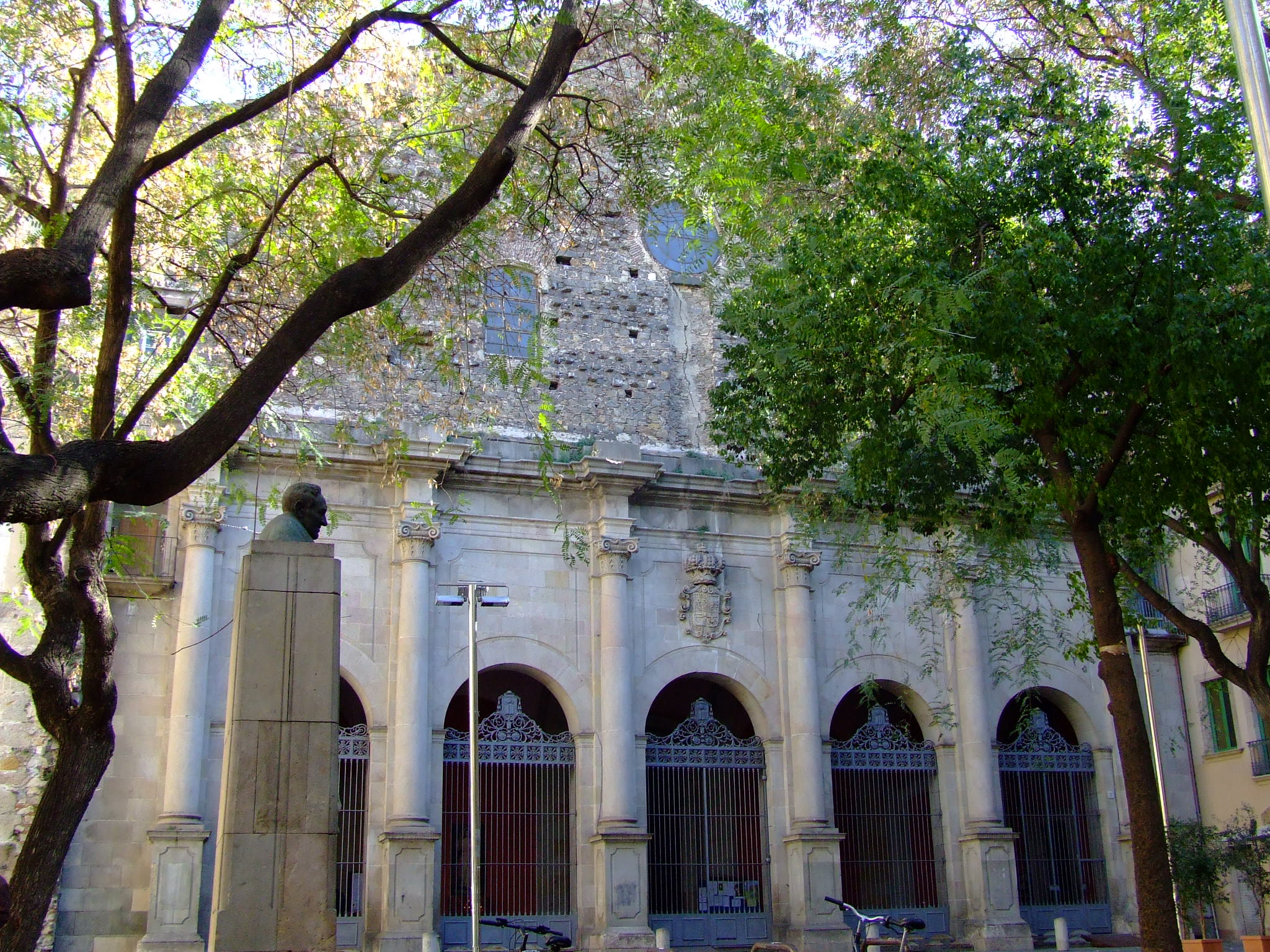
Igreja de Santo Agostinho.

### Situação atual
O urbanismo democrático adotado a partir da década de 1980 propiciou uma série de transformações voltadas para a melhoria da qualidade de vida dos habitantes do bairro. Uma das transformações foi o abandono da denominação "Bairro Chinês", que estava carregada de conotações negativas, e a recuperação do antigo nome do bairro, "Raval" (termo catalão derivado do árabe rabad que significa "arrabalde", "subúrbio", "bairro extramuros"). Outra transformação foi a abertura da Rambla do Raval, que alterou drasticamente a configuração do antigo "Bairro Chinês".
Nas décadas de 1990 e 2000, foram criadas atrações culturais e turísticas no bairro que vieram a se somar às atrações já existentes, como os estaleiros (sede do Museu Marítimo de Barcelona), a Biblioteca da Catalunha, a Escola Massana, a Real Academia de Ciências e Artes, o Palácio Güell, a Faculdade de Geografia e História e a Faculdade de Filosofia da Universidade de Barcelona, o Museu de Arte Contemporânea, o Centro de Cultura Contemporânea, a Filmoteca da Catalunha, além de ateliês, galerias de arte e a sede diurna do festival de música eletrônica Sónar.
O censo de 2010 indicou que o bairro possuía 50 000 habitantes, metade dos quais procedentes de fora da Europa (principalmente África, Ásia e América), o que o torna o bairro mais multiétnico e cosmopolita da cidade.
As amplas mudanças recentes no bairro estão revelando, aos moradores da cidade, uma região da cidade que estava totalmente esquecida.

### Comunidade paquistanesa
Nos últimos anos, dada a sua grande população paquistanesa, tem sido chamado também de "Ravalquistão", "Pequena Islamabad", "Ravat" e "Rawal", de maneira popular e não oficial.

## Lugares de interesse
Cabe destacar a igreja românica de São Paulo do Campo, o antigo Hospital da Santa Cruz, o Mercado de São José, o Museu de Arte Contemporânea de Barcelona, a escultura de Fernando Botero intitulada "O gato do Raval" e o Centro de Cultura Contemporânea de Barcelona.

### Teatros
O bairro abriga os principais teatros da cidade. Antigamente, havia apresentações teatrais no pátio do Hospital da Santa Cruz, até que o rei Filipe II de Espanha permitiu, ao hospital, a construção de um teatro para se sustentar. O teatro foi chamado de Teatro da Santa Cruz e, posteriormente, Teatro Principal, sendo o mais antigo da cidade. Posteriormente, na Rambla, foi construído o Grande Teatro do Liceu. Na rua do Hospital, foram abertos o teatro Odeon e o teatro Romea. Vale destacar também o Teatro Circo Barcelonês. Todos eram locais de difusão do teatro em língua catalã. Na rua Joaquim Costa, foi erguido o Teatro Goya e, na Rambla, o Teatro Poliorama.
Em frente ao teatro Romea, foi construída, por Eduald Serra, uma escultura abstrata em homenagem à atriz Margarida Xirgu. Esta atuava, juntamente com Sarah Bernhardt, no teatro Principal.

## Sindicatos
O bairro abriga grande quantidade de sindicatos, como os da indústria madeireira e indústria têxtil, na rua São Paulo; da construção, na rua do Om; da alimentação, na rua Santo Olegário; dos espetáculos, na praça dos Anjos; de metalurgia, na rua do Vermelho; das profissões liberais e das artes gráficas, na rua Mendizázal.

## Moradores ilustres
- Jean Genet
- Peret
- Joaquim Jordà
- Manuel Vázquez Montalbán
- Terenci Moix
- Maruja Torres